# 孔特维希
孔特维希是德国莱茵兰-普法尔茨州的一个市镇。总面积24.74平方公里，总人口4865人，其中男性2411人，女性2454人（2011年12月31日），人口密度197人/平方公里。